# Хардин (окръг, Охайо)
Окръг Хардин (на английски: Hardin County) е окръг в щата Охайо, Съединени американски щати. Площта му е 1220 km², а населението - 31 945 души (2000). Административен център е град Кентън.